# Походня, Игорь Константинович
Походня Игорь Константинович (24 января 1927, Москва — 11 мая 2015, Киев) — украинский учёный в области металлургии и технологии металлов, академик НАН Украины. Депутат, член Президиума Верховного Совета Украинской ССР 11-го созыва. Член Центрального комитета Коммунистической партии Украины в 1986-1990 годах.

## Биография
В 1944 году экстерном окончил среднюю школу, поступил в Киевский политехнический институт, получил специальность инженера-механика. Член КПСС с 1949 года.
В 1950-1952 годах — инженер-сварщик, начальник бюро сварки Донецкого машиностроительного завода имени 15-летия комсомола Украины; руководил работами по автоматизации сварки конструкций горно-шахтного оборудования.
С 1952 года — аспирант, инженер-исследователь Института электросварки имени. А. Патона Академии наук УССР. Руководил исследованиями, связанными с дуговой сваркой в условиях меняющегося тяжести; разработал оригинальный способ сварки плавящимся электродом в вакууме, что был впервые в мире применен в 1969 году на космическом корабле «Союз-6». С 1962 года — руководитель отдела «Физико-химических процессов в сварочной дуге» Института электросварки имени. А. Патона Академии наук УССР.
С 1968 года — доктор технических наук, с 1970 года — профессор, с 1972 года — член-корреспондент АН Украины, с 1976 года — академик АН Украины.
В 1970-1983 годах — главный учёный секретарь АН Украины, в 1983-1988 годах — первый вице-президент Академии наук Украины, в 1988-2015 годах — член Президиума, академик-секретарь отделения физико-технических проблем материаловедения Национальной академии наук Украины.
Член Национального комитета СССР и Украины по сварке (с 1977), член Американского сварочного общества (с 1979 года), член Межгосударственного научного совета «Сварка и родственные технологии» (с 1991 года), председатель Международного научного совета по коррозии и антикоррозионной защиты (с 1988 года), руководитель государственной программы «Компьютерное материаловедение» (с 1993 года), член комиссии по делам ЮНЕСКО (1971-1984), президент общества «Украина — Беларусь» (с 1994 года)
Автор и соавтор более 900 научных работ, из них 28 монографий, 8 из которых изданы в США, Великобритании, Китае, Чехословакии, в частности монографий: «Газы в сварных швах» (1972, переведена в Чехословакии и Китае); «Сварка порошковой проволокой» (1972, переведена в Чехословакии, в соавторстве); «Производство порошковой проволоки» (1980, в соавторстве), «Дуговая сварка неповоротных стыков магистральных трубопроводов» (1987, в соавторстве), «Металлургия дуговой сварки. Процессы в также и плавление электродов» (1990, переведена в Великобритании, ответственный редактор), «Современное материаловедение XXI столетия» (1998, переведена в Великобритании, ответственный редактор), «Металлургия дуговой сварки. Взаимодействие металла с газами» (2004).
Общий список научных трудов содержится в изданиях: Игорь Константинович Походня // Биобиблиография ученых, напечатанных в 1997 и 2007 годах.
Из его более поздних работ — «Закономерности водородного растрескивания сварных соединений тугоплавких низколегированных сталей» — вместе с А. В. Игнатенко, С. М. Степанюк, А. П. Пальцевичем, В. С. Синюком (2010).
Имел 118 авторских свидетельств на изобретения, 158 иностранных и 6 патентов Украины.
Депутат Верховного Совета УССР 11-го созыва.
Под его руководством подготовлено 38 кандидатов наук, 6 из которых стали докторами наук. Был членом редколлегий научных журналов «Вестник НАН Украины» и «Физико-химическая механика материалов».
Лауреат Государственных премий СССР в области науки и техники в 1971 и 1978 гг., премии Совета Министров СССР в области науки и техники (1983), государственной премии Украины в области науки и техники (1999), премии им. Е. О. Патона НАН Украины (1996). Заслуженный деятель науки и техники Украины (1997).
Награждён орденами Ярослава Мудрого IV и V степеней, «За заслуги» I, II и III степеней. Принимал деятельное участие в организации работ по ликвидации аварии на Чернобыльской АЭС как член оперативной комиссии и председатель подкомиссии НАН Украины и научно-технических проблем. Отмечен благодарностью председателя Правительственной комиссии СССР, Почетным знаком ликвидатора аварии на ЧАЭС.
Умер 11 мая 2015 года в Киеве. Похоронен на Байковом кладбище.

## Семья
- Сын — Константин Игоревич (род. 3 октября 1951 года), доктор физико-математических наук[9].

## Публикации
- Актуальные проблемы современного материаловедения [Текст]: в 2 т. / пред. редкол. И. К. Походня ; НАН Украины, Отд-ние физ.-техн. проблем материаловедения. — К. : Академпериодика, 2008 . — ISBN 978-966-360-101-4. — Т. 1 / вступ. ст. И. К. Походня, В. К. Лебедев. — 2008. — 656 с.: ил. — Текст на рус. и укр. яз. — Библиогр.: в конце ст. (рос.)
- Газы в сварных швах [Текст] : научное издание / И. К. Походня. — М. : Машиностроение, 1972. — 256 с. : ил. (рос.)
- Математическое моделирование поведения газов в сварных швах [Текст] : научное издание / И. К. Походня, В. Ф. Демченко, Л. И. Демченко ; отв. ред. И. К. Походня ; Ин-т электросварки АН УССР. — К. : Наук. думка, 1979. — 54 с. : рис. (рос.)
- Металлургия дуговой сварки. Взаимодействие металла с газами [Текст] / И. К. Походня [и др.] ; ред. И. К. Походня ; НАН Украины, Ин-т электросварки им. Е. О. Патона. — К. : Наукова думка, 2004. — 442 с. — (Проект «Наукова книга»). — Библиогр.: с. 415–438. (рос.)
- Металлургия дуговой сварки. Процессы в дуге и плавление электродов [Текст] : монография / И. К. Походня [и др.] ; ред. И. К. Походня ; Ин-т электросварки АН УССР. — К. : Наук. думка, 1990. — 224 с. : ил. — ISBN 5-12-009385-X. (рос.)
- Металлургия дуговой сварки и сварочные материалы [Текст]: [сборник] / Нац. акад. наук Украины, Ин-т электросварки им. Е. О. Патона ; [сост.: И. К. Походня, А. С. Котельчук]. — К. : Академпериодика, 2012. — 524 с. : рис., табл. — Библиогр. в конце ст. — 250 экз. (рос.)
- Порошковые проволоки для электродуговой сварки [Текст] : каталог-справочник / И. К. Походня [и др.] ; ред. И. К. Походня ; Ин-т электросварки АН УССР. — К. : Наук. думка, 1980. — 179 с. : ил. (рос.)
- Сварка порошковой проволокой [Текст] : монография / И. К. Походня, А. М. Суптель, В. Н. Шлепаков. — К. : Наук. думка, 1972. — 223 с. : ил. (рос.)
- Сучасне матеріалознавство XXI сторіччя [Текст] / НАН України, Від-ня фіз.-техн. пробл. матеріалознавства ; відп. ред. І. К. Походня [та ін.]. — К. : Наук. думка, 1998. — 658 с.
- Электроды для дуговой сварки [Текст] : каталог / Ин-т электросварки АН УССР ; отв. ред. И. И. Фрумин ; ред. И. К. Походня [и др.]. — К. : Наук. думка, 1967. — 440 с. (рос.)
- Борис Евгеньевич Патон [Текст]: [биография: фотоальбом] / [авт. текста акад. НАН Украины И. К. Походня]. — [Б. м. : б. в.], 2008. — 39 с. : фото. — 250 экз. (рос.)
- Біобібліографія президента НАН України, академіка НАН України Б. Є. Патона [Текст] / Нац. акад. наук України, Ін-т електрозварювання ім. Є. О. Патона ; уклад. Л. В. Бєляєва [та ін.] ; відп. ред. І. К. Походня ; авт. вступ. ст. І. К. Походня, В. К. Лебедєв. — К. : Наук. думка, 2008. — 622 с.: іл. — Альтернативна назва: Борис Євгенович Патон: біобібліографія.
- Ігор Костянтинович Походня [Текст] / НАН України ; [авт. вступ. ст.: В. К. Лебедєв, О. М. Суптель.]. — К. : Наук. думка, 1997. — 204 с. — (Біобібліографія вчених України / НАН України). — Текст укр., англ. — Бібліогр.: с. 101–106. — 500 экз.
- Ігор Костянтинович Походня [Текст] / [авт. вступ. ст. В. К. Лебедєв ; уклад.: В. В. Бєляєва та ін.]. — К. : Наук. думка, 2007. — 159 с. : портр. — (Біобібліографія вчених України / НАН України). — Текст укр., англ. — 300 экз.